# بازرنگان
بازرنگان، روستایی از توابع بخش مرکزی شهرستان کازرون در استان فارس، ایران است.

## جمعیت
این روستا در دهستان شاپور قرار دارد و براساس سرشماری مرکز آمار ایران در سال ۱۳۸۵، جمعیت آن ۳۹۲ نفر (۷۴خانوار) بوده‌است.